# Monika Pagneux
Monika Pagneux (* 1927 in Buckow, Brandenburg; † 22. August 2023) war eine deutsche Tanz- und Schauspiellehrerin.
Sie ging 1951 nach Paris, lernte bei Mary Wigman, Étienne Decroux und Jacques Lecoq. 1963–1979 unterrichtete sie „Éducation corporelle“ (franz.: körperliche Erziehung / Ausbildung) an der Schule von Lecoq. Von 1973 bis 1976 war sie „movement director“ (Bewegungsregisseurin) in Peter Brooks Centre International de Recherches Theatrales in Paris. 1975 begegnete sie Moshé Feldenkrais, dessen Feldenkrais-Methode sie in ihre Arbeit mit Schauspielern integrierte („Die Schönheit liegt im organischen Ablauf der Bewegung“). Von 1980 bis 1987 unterrichtete sie mit Philippe Gaulier im eigenen Studio in Paris.
Seitdem arbeitete sie allein, gab Workshops zu den Themen Movement for Actors und Grundlegendes Spiel in Europa, Australien, Japan und in den letzten Jahren in Barcelona und London.
Seit 1991 wohnte sie bei Grenoble.